# Anton Heretik
Anton Heretik (* 19. července 1950 Bratislava) je slovenský klinický a forenzní psycholog, psychoterapeut a soudní znalec. Profesně se zabývá mimo jiné psychologií vrahů, úzkostmi a depresemi. Spolupracoval na tvorbě seriálu STV Najväčšie kriminálne prípady Slovenska.

## Život
Anton Heretik se narodil roku 1950 v Bratislavě v tehdejší Československé republice (dnes Slovenská republika).
V roce 1973 absolvoval studium psychologie na Filozofické fakultě Univerzity Komenského v Bratislavě. Od téhož roku, po studiích, pracoval jako psycholog na Psychiatrické klinice Fakultní nemocnice s poliklinikou v Bratislavě. Od roku 1980 je též soudním znalcem pro obor psychologie a věnuje se zejména posuzování pachatelů závažné násilné kriminality. Ve Fakultní nemocnici s poliklinikou v Bratislavě skončil v roce 1985 a šel pracovat na svou alma mater, na Filozofickou fakultu, kde působí na Katedře psychologie, v letech 1993–1999 byl jejím vedoucím. V současnosti[kdy?] na Fakultě působí jako profesor klinické a forenzní psychologie.
Je členem výboru Psychiatrické společnosti SLS a předsedou výboru Slovenskej psychoterapeutickej spoločnosti.
Publikoval desítky vědeckých studií z oblasti psychopatologie, psychoterapie a psychodiagnostiky. Dále napsal mimo jiné vysokoškolskou učebnici forenzní psychologie „Základy forenznej psychológie“ (vyšla v roce 1994 v nakladatelství Slovenské pedagogické nakladateľstvo) a monografii „Extrémna agresia I.: Forenzna psychológia vraždy“ (vyšla poprvé v roce 1999 v nakladatelství Psychoprof) a spolu s psychiatrem Vladimírem Novotným v roce 2012 pokračování „Extrémna agresia II: Forenzná psychiatria vraždy“ (opět vydané nakladatelstvím Psychoprof).
Má manželku Andreu a dva vlastní a tři nevlastní syny. Syn Anton Heretik mladší je též psychologem.

## Publikační činnost
- HERETIK, Anton. Forenzná psychológia. 1. vyd. Bratislava: Univerzita Komenského, 1991. 153 s. ISBN 80-223-0381-X.
- HERETIK, Anton. Základy forenznej psychológie. 1. vyd. Bratislava: Slovenské pedagogické nakladateľstvo, 1994. 224 s. ISBN 80-08-01870-4.
- HERETIK, Anton. Extrémna agresia I. : Forenzná psychológia vraždy. Nové Zámky: Psychoprof, 1999. 277 s. ISBN 80-968083-3-8.
  - HERETIK, Anton. Extrémna agresia I. : Forenzná psychológia vraždy. 2. vyd. Nové Zámky: Psychoprof, 2012. 277 s. ISBN 978-80-89322-11-4.
- HERETIK, Anton; a kol. EPID : epidemiológia depresie na Slovensku. 1. vyd. Nové Zámky: Psychoprof, 2003. 200 s. ISBN 80-968798-3-9.
- HERETIK, Anton; a kol. Klinická psychológia. 1. vyd. Nové Zámky: Psychoprof, 2007. 815 s. ISBN 978-80-89322-00-8.
- HERETIK, Anton; a kol. EPIAF – Epidemiológia alkoholizmu a fajčenia na Slovensku. 1. vyd. Nové Zámky: Psychoprof, 2008. 152 s. ISBN 978-80-89322-01-5.
- NOVOTNÝ, Vladimír; Anton Heretik. Extrémna agresia II : Forenzná psychiatria vraždy. 1. vyd. Nové Zámky: Psychoprof, 2012. 232 s. ISBN 978-80-89322-09-1.
- HERETIK, Anton. Zlo : [spomienky súdneho znalca]. 1. vyd. Bratislava: Ikar, 2015. 182 s. ISBN 978-80-551-4265-4.